# Висаитов, Булат Ахмадович
Булат Ахмадович Висаитов (чечен. Виситан Ахьмади КӀант Булат; 6 сентября 1933 года, Грозный, Чеченская Автономная Область, СССР — 26 июля 2015 года, Грозный, Чеченская Республика, Россия) — советский и чеченский хирург высшей категории, доктор медицинских наук, профессор, заведующий кафедрой физиологии биолого-химического факультета ЧИГУ (1989—2010).

## Биография

### Ранние годы
Булат Висаитов родился 6 сентября 1933 года в столице Чеченской Автономной Области, в городе Грозном. После депортации вайнахов вместе с семьёй жил в Южно-Казахстанской области.

### Учёба
Окончил среднюю школу Южно-Казахстанской области. Потом поступил в Казахский государственный медицинский институт, где окончил три курса. По возвращении из ссылки перевёлся в Ростовский государственный медицинский университет, который окончил в 1960 году. Спустя 6 лет поступил в очную аспирантуру по хирургии в ЦИУ врачей города Москвы. В начале 1970-х годов защитил кандидатскую диссертацию, тема: «Значение современных физиологических и функциональных методов исследования в выборе объема операции при лечении нагноительных заболеваний легких».

### Преподавательская деятельность
В 1971 году устроился на работу старшим преподавателем на кафедре «Гражданская оборона» в Чечено-Ингушском государственном университете.
С 1976 года доцент кафедры «Физиология человека и животных» биолого-химического факультета ЧИГУ.
В 1979–1981 годах докторант II Московского медицинского института им. Н.И Пирогова. Там же Висаитов провёл 250 экспериментальных операций на собаках и сотни операций больным людям.
В 1986 году защитил докторскую диссертацию на тему «Сравнительная оценка лигатурного, лигатурно-клеевого и клеевого швов в желудочно-кишечной хирургии».
Заведующий кафедрой физиологии биолого-химического факультета ЧИГУ с 1989 года.

### Смерть
Скончался 26 июля 2015 года.